# Brent Livermore
Brent James Livermore (ur. 5 lipca 1976 w Grafton) – australijski hokeista na trawie, dwukrotny medalista olimpijski.
Treningi rozpoczął w wieku 13 lat. Występował w pomocy. W reprezentacji Australii debiutował w 1997. Brał udział w dwóch igrzyskach (IO 00, IO 04), na obu zdobywał medale: brąz w 2000 przed własną publicznością i złoto cztery lata później. Z kadrą brał udział m.in. w mistrzostwach świata w 2002 (drugie miejsce) i 2006 (drugie miejsce), kilku turniejach Commonwealth Games oraz Champions Trophy (zwycięstwo w 1999 i 2005). W australijskich rozgrywkach klubowych grał w NSW Waratahs.